# Heidenreich Droste zu Vischering (Drost, 1540)
Heidenreich Droste zu Vischering (* 1540; † 1622) war Droste in den Ämtern Ahaus und Horstmar.

## Leben

### Herkunft und Familie
Heidenreich entstammte als Sohn der Eheleute Heidenreich Droste zu Vischering (1508–1588) und Jaspara zu Hoberg und Kaldenhof einem der ältesten und bekanntesten westfälischen Adelsgeschlechter. Aus der Familie Vischering sind nicht nur zahlreiche  katholische  Würdenträger, sondern von 1549 bis 1803 auch die Amtsdrosten in den Ämtern Ahaus und Horstmar hervorgegangen. Sein jüngerer Bruder Heinrich, der auch Heidenreich genannt wurde, war Domscholaster in Münster.
Heinrich war mit Cornelia von Ketteler zu Hovestadt verheiratet. Die Tochter Elisabeth und die Söhne Gottfried (1579–1652, Domkantor und Dombursar), Heidenreich (1580–1643, Amtsdroste) und Adolf Heinrich († 1650, Dompropst), gingen aus der Ehe hervor.

### Werdegang
Heidenreich wurde um 1552 in das münsterische Domkapitel aufgenommen. Er resignierte im Jahre 1577 zugunsten des Johann von Letmathe und heiratete kurz darauf. Am 28. September 1578 wurde er als Nachfolger seines Vaters zum Amtsdrosten in Ahaus bestallt.
Sein Sohn Heidenreich wurde ihm im April 1611 im Drostenamt zugeordnet und löste ihn in seinem Amt 1616 ab.